# 佐藤瑠生亮
佐藤 瑠生亮（さとう るいき、2004年8月12日 - ）は、日本の俳優 である。
宮城県出身。現在フリー。かつてはケイファクトリー、テアトルアカデミーに所属していた。

## 出演

### テレビドラマ
- チャレンジド（2009年10月 - 11月、NHK）塙大介 役
  - チャレンジド〜卒業〜（2011年）
- コード・ブルー -ドクターヘリ緊急救命- 2nd season 第1・4話（2010年1月11日・2月1日、フジテレビ）
- インディゴの夜 第42・43話（2010年3月4日・5日、フジテレビ）
- Mother 第2話（2010年4月21日、日本テレビ）
- 逃亡弁護士 第2話（2010年7月13日、フジテレビ）橘拓也 役
- 土曜ワイド劇場 100の資格を持つ女4〜ふたりのバツイチ殺人捜査〜（2010年8月28日、テレビ朝日）古川拓海 役
  - 遺品の声を聴く男4（2013年5月25日、テレビ朝日）羽田篤史 役
- クロヒョウ 龍が如く新章（2010年、TBS）右京龍也（幼少） 役
- Q10（2010年、日本テレビ）
- ナサケの女〜国税局査察官〜（2010年、テレビ朝日）
- 最上の命医 第1話（2011年1月10日、テレビ東京）岡田隼 役
- さよならぼくたちのようちえん（2011年3月、日本テレビ）植原拓実 役
- BOSS 2ndシーズン 第7話（2011年6月2日、フジテレビ）虎太郎 役
- クレールと見る明日（2011年、TBS）山下洋平 役
- 水戸黄門第43部 第5話（2011年8月1日、TBS）耕太 役
- 全開ガール 第7話（2011年8月22日、フジテレビ）
- 月曜ゴールデン（TBS）
  - 弁護士高見沢響子11（2011年10月17日）藤代翔 役
  - 女医・早乙女美砂『ガラスの階段』（2013年2月4日）一之瀬信哉 役
  - 刑事シュート5 しゅうと＆ムコの事件日誌（2015年3月2日）吉本和真（幼少） 役
- 秘密諜報員 エリカ 第5話（2011年11月3日、読売テレビ）藤村翔 役
- 白戸修の事件簿 第1話（2012年1月27日、TBS）黒崎仁志（幼少） 役
- クレオパトラな女たち（2012年4月 - 6月、日本テレビ）市井達也 役
- GTO 秋も鬼暴れスペシャル（2012年10月2日、フジテレビ）和久井繭（幼少） 役
- そして、命は明日へつながる（2012年10月28日、BS朝日）宮本光 役
- 償い（2012年11月 - 12月、NHK BSプレミアム）日高大輔 役
- ATARUスペシャル〜ニューヨークからの挑戦状!!〜 第2部（2013年1月6日、TBS）猪口介（幼少） 役
- 心療中-in the Room-（2013年1月 - 4月、日本テレビ）天間歩 役
- ラスト・シンデレラ 第2話（2013年4月18日、フジテレビ）
- ダブルス〜二人の刑事 第7話（2013年5月30日、テレビ朝日）堂本信一郎（幼少） 役
- 獣電戦隊キョウリュウジャー 第20話（2013年7月7日、テレビ朝日）
- イタズラなKiss〜Love in TOKYO 第15話（2013年7月12日、フジテレビTWO）
- 激流〜私を憶えていますか?〜 第6話（2013年7月30日、NHK）隆一 役
- 天魔さんがゆく 第9話（2013年9月16日、TBS）みのる 役
- リーガルハイ 第4話（2013年10月30日、フジテレビ）東山弘夢 役
- 恋するイヴ（2013年12月24日、日本テレビ）内山直樹 役
- 天誅〜闇の仕置人〜 第2話（2014年1月31日、フジテレビ）東条慎司（幼少） 役
- MOZU Season1〜百舌の叫ぶ夜〜（2014年4月 - 6月、TBS）新谷和彦 / 新谷宏美（幼少） 役
  - ドラマW MOZU Season2〜幻の翼〜（2014年6月 - 7月、WOWOW）
- 喰う寝るふたり 住むふたり（2014年5月 - 6月、NHK BSプレミアム）たつき 役
- 同窓生〜人は、三度、恋をする〜（2014年7月10日 - 9月11日、TBS）木畑正太 役
- タイムスパイラル（2014年9月 - 10月、NHK BSプレミアム）結城健太郎　役
- FLASHBACK（2014年12月19日 - 2015年2月、フジテレビNEXT）加々美稜真（少年） 役
- 保育探偵25時〜花咲慎一郎は眠れない!!〜 第4話（2015年2月6日、テレビ東京）奥田創太 役
- セカンド・ラブ（2015年2月 - 3月、テレビ朝日）平慶（幼少） 役
- 五つ星ツーリスト〜最高の旅、ご案内します!!〜 第8回（2015年2月27日、読売テレビ）小林拓海 役
- ワイルド・ヒーローズ 第7話（2015年5月31日、日本テレビ）佐伯春太郎（幼少）　役
- 俺たちがプロポーズ出来ないのには、3つの理由しかなくてだな（2015年9月、BSスカパー!）少年時代の俊介 役
- あの日見た花の名前を僕達はまだ知らない。（2015年9月21日、フジテレビ）松雪集（幼少） 役
- コウノドリ 第1話（2015年10月16日、TBS）少年（いじめっこ）　役
- モンタージュ (漫画)（2016年、フジテレビ）関口二郎（幼少期） 役
- がっぱ先生!（2016年9月23日、日本テレビ）中嶋涼 役
- 石川五右衛門 第2話（2016年10月21日、テレビ東京）岩川礼三郎 役
- セシルのもくろみ（2017年7月13日 - 9月7日、フジテレビ）宮地宏樹 役

### 映画
- ゲゲゲの女房（2010年）飯塚寿夫 / カラサデ寿夫 役
- ホームカミング（2011年）村崎裕宇 役
- うさぎドロップ（2011年）二谷コウキ 役
- エイトレンジャー（2012年）上流階級（家庭）の英語を話す生徒 役
- クロユリ団地（2013年）二宮聡 役
- 俺俺（2013年）
- S-最後の警官（2015年）正木圭吾（少年期） 役
- イタズラなKiss THE MOVIE（2016年 - 2017年）入江裕樹 役
  - 〜ハイスクール編〜
  - 〜キャンパス編〜
  - 〜プロポーズ編〜
- 帝一の國（2017年）

### 劇場アニメ
- たからさがし（2011年）ギック 役
- おおかみこどもの雨と雪（2012年）
- SHORT PEACE「火要鎮」（2013年）松吉（子供時代） 役

### CM
- 東京ディズニーリゾート25周年コラボ「タカラトミー篇」（2008年 - 2009年）
- 日本自動車連盟（2009年 - 2010年）
- Coco's（2009年 - 2011年）
- ミツカン、おなべススメ隊篇（2009年 - 2010年）
- セブンイレブン、仮面ライダースタンプラリー篇（2010年）
- P&G、アリエール（2010年）
- サンスター文具、ゴセイジャーシリーズ「しゃぼん玉篇」「らくがきんちょ篇」（2010年 - 2011年）
- 第一生命保険、幸せの道新米課長篇（2010年 - 2011年）
- ブラザー工業、マイミーオ マイミーオ絵本篇（2010年 - 2011年）
- 日本航空、JALわくわくアロハ計画2010 観光・ハワイ篇（2010年 - 2011年）
- クラシエフーズ、グーチョキパーソフトキャンディーグーチョキパーマン現る篇（2012年）
- 湯沢町観光協会（2012年 - ）
- シオノギ製薬、「ママ友会議篇」（2013年）
- ユニクロ、「ステテコ＆リラコ/風とクラス篇」（2013年）
- イオン「ゴールデンスマイルズ/なつ旅キャンペーン篇」（2013年）
- 永谷園、蒸し鍋ラーメン（2013年）
- SONY、Xperia「忍者篇・パイ皿篇・ウンチ篇」（2014年）
- au損害保険、あうて 守ってあげたい篇（2014年）
- マクドナルド、ハッピーセット「仮面ライダー鎧武/ガイム 戦国合戦篇」「スパイダーマン篇」（2014年）
- スズキ、スペーシア（2015年 - ）

### インターネットテレビ

#### ドラマ
- 30ハケンが就職する方法（2010年、BeeTV）